# Azotat de bariu
Azotatul de bariu este o sare (Ba(NO3)2) a acidului azotic cu bariul.

## Proprietăți
Nitratul de bariu se prezintă sub formă de pulbere cristalină incoloră. El este o substanță dăunătoare sănătății, este folosit ca oxidant, întreține arderea producând o flacără de culoare verde tipică bariului.

## Utilizare
Nitratul de bariu este folosit în pirotehnică, la producerea rachetelor pentru focul de artificii. Mai este folosit la capsele de detonare în cartușe. Un amestec foarte explosiv numit Baratol se obține din TNT și nitrat de bariu.

## Reacții
Nitratul de bariu se descompune la temperaturi mai mari de 550 °C, în oxid de bariu, azot, oxigen și monoxid de azot. Prin această proprietate de eliberare de oxigen este folosit ca oxidant.

## Identificare
Nitratul de bariu se identifică ușor prin faptul că arde cu o flacără verde.

## Obținere
{\displaystyle \mathrm {Ba(OH)_{2}+2\ HNO_{3}\longrightarrow Ba(NO_{3})_{2}+2\ H_{2}O} }
{\displaystyle \mathrm {Ba(OH)_{2}+N_{2}O_{5}\longrightarrow Ba(NO_{3})_{2}+H_{2}O} }
{\displaystyle \mathrm {BaO+2\ HNO_{3}\longrightarrow Ba(NO_{3})_{2}+H_{2}O} }
{\displaystyle \mathrm {Ba+2\ HNO_{3}\longrightarrow Ba(NO_{3})_{2}+H_{2}} }
{\displaystyle \mathrm {BaCO_{3}+2\ HNO_{3}\longrightarrow Ba(NO_{3})_{2}+H_{2}O+CO_{2}} }
1. ↑  „Azotat de bariu”, 10022-31-8 (în engleză), PubChem, accesat în 14 octombrie 2016